# Carte météorologique

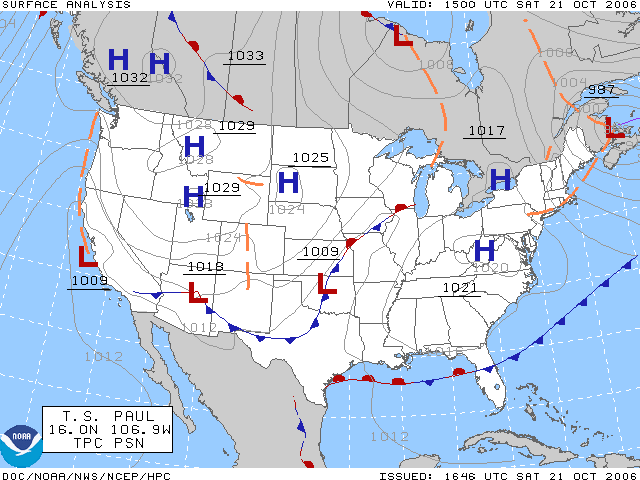
Carte météorologique de surface des États-Unis le 21 octobre 2006

Une carte météorologique est une carte géographique sur laquelle les données de certains paramètres météorologiques sont pointées et analysées pour donner une représentation de l'état de l'atmosphère à un temps précis. Il en existe deux types : carte du temps présent, où les informations des stations météorologiques de surface ou des radiosondages sont inscrites, et cartes de prévision météorologique, où ces mêmes paramètres sont tracés pour un temps futur.
Les premières cartes météorologiques sont apparues au XIXe siècle, alors que divers pays commençaient à construire des stations météorologiques et que l'Organisation météorologique internationale était mise sur pied pour partager ces informations.
Sur les cartes d'analyse du temps présent, les données des stations de surface ou de radiosondage (température, pression, vents, etc.) sont inscrites selon un code international à l'endroit où elles sont prises. Par la suite, les lignes représentant des valeurs égales sont tracées pour donner une image d'un champ particulier de ces données (isobares, isallobares, ligne de même point de rosée, etc.). Finalement, des analyses supplémentaires sont ajoutées subjectivement, comme la position des fronts météorologiques. Dans le cas de cartes de prévision, les champs prévus de ces variables seront tracés pour l'usage des météorologues, une carte avec des symboles représentant le temps prévu dans le cas des cartes utilisées par les médias, ou des cartes spécialisées pour certains éléments du temps comme les zones de givrage pour l'aviation.

## Histoire

### Réseaux de stations météorologiques
En 1849, le Smithsonian Institution, sous la direction du physicien Joseph Henry 
commence à mettre sur pied un réseau de stations météorologiques d'observation aux États-Unis. Les observations seront disséminées rapidement grâce à l'invention en 1837 par Samuel Morse du télégraphe.
Le 14 novembre 1854, une violente tempête provoque le naufrage de 41 navires français en mer Noire, au cours de la guerre de Crimée. Cette tempête avait traversé toute l'Europe de l'Ouest, mais personne ne fut en mesure de signaler, voire prévenir du danger. Face à ce constat, Urbain Le Verrier, directeur de l'observatoire de Paris, décide de mettre en place un vaste réseau de stations météorologiques couvrant l'ensemble de l'Europe et mettant à profit l'innovation technologique que représente le récent télégraphe électrique. Le 16 février 1855, son projet de réseau de météorologie destiné à avertir les marins de l'arrivée des tempêtes, est adopté par l'Empereur Napoléon III. Trois jours plus tard, Le Verrier présente à l'Académie des sciences la première carte météorologique de France. La Grande-Bretagne et les autres puissances européennes suivent dans la même lignée.
Tous les réseaux d'observations mentionnés jusqu'à présent étaient indépendants. Une information météorologique cruciale pouvait donc ne pas être transmise. Ceci était particulièrement important en mer. Le principal promoteur d'échanges internationaux sera l'américain Matthew Fontaine Maury. En 1853, une première conférence des représentants de dix pays se réunit à Bruxelles pour formaliser une entente et normaliser le codage des données météorologiques. En 1873, l'Organisation météorologique internationale (OMI) est fondée à Vienne par les pays ayant un service météorologique.

### Premières cartes

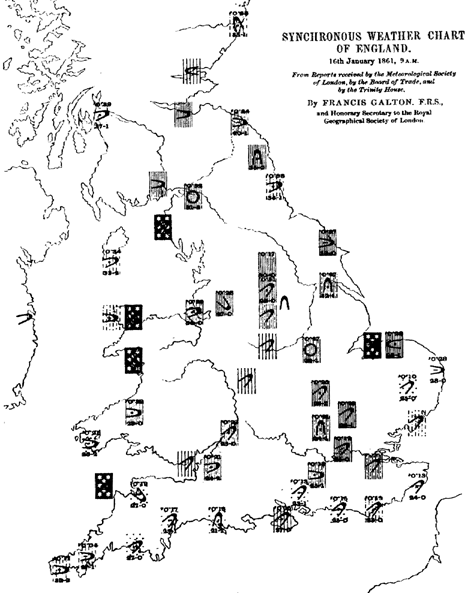
Une carte météo du Royaume-Uni, créée par Francis Galton en 1861

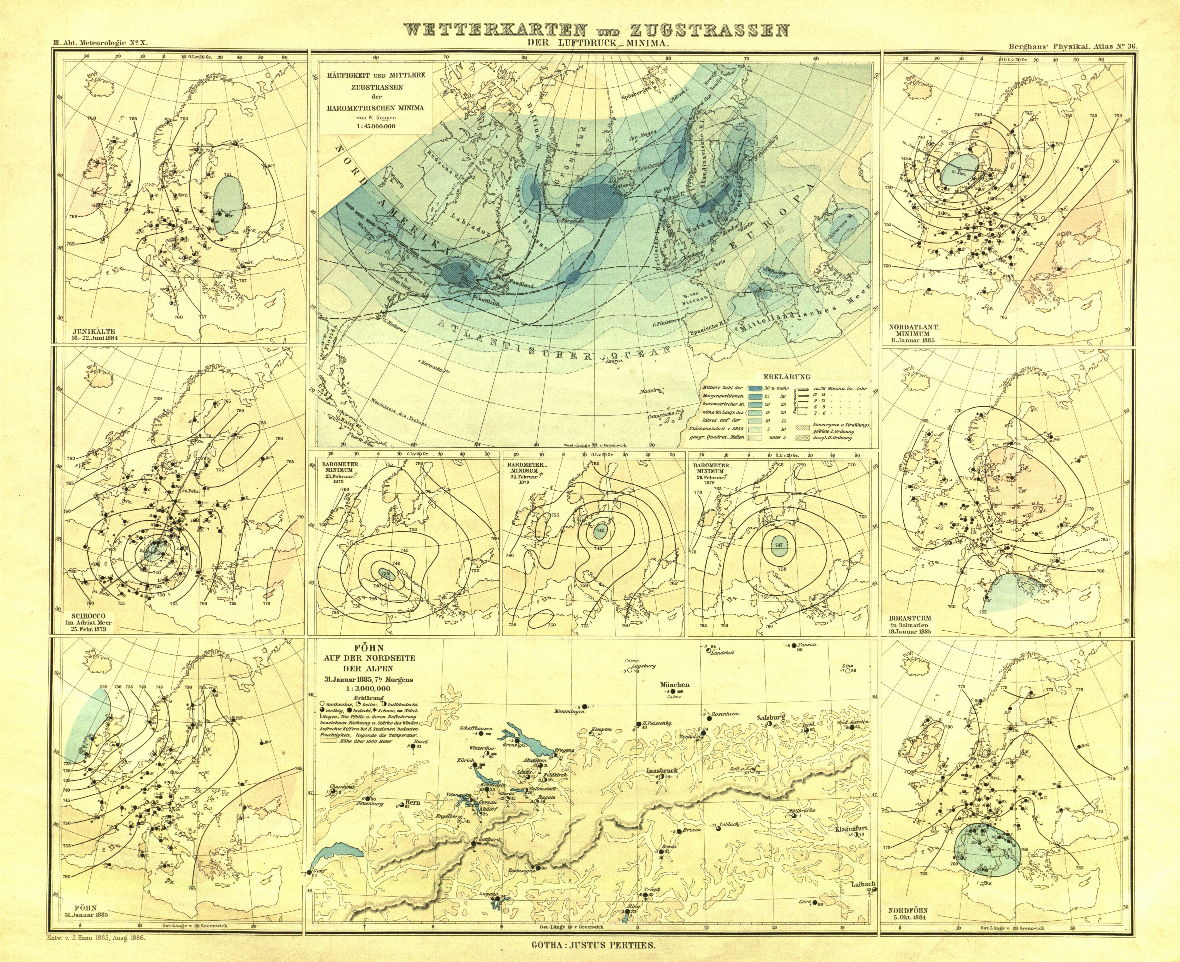
Carte météorologique dans l'Atlas de Hans en 1879

En 1856, Joseph Henry est à Washington D.C. le premier à exposer une carte de prévision météorologique des bassins de l'Ohio aux rivages de la côte atlantique : elle représente les formations nuageuses des contrées continentales qui sont déplacées par les vents d'ouest dominants. Le temps de l'Ohio permet de supposer par translation de ses masses nuageuses en une journée le temps prévisible sur la Virginie, le Maryland ou New-York. Le travail devenant trop important pour le Smithsonian, le gouvernement des États-Unis reprit le flambeau entre 1870 et 1874 par l'entremise du l'U.S. Army Signal Corps.
En 1860, le vice-amiral Robert FitzRoy utilise le télégraphe pour colliger les données météorologiques quotidiennes venant de toute l'Angleterre et Francis Galton trace les premières cartes synoptiques dès 1861. Ce dernier a utilisé sa carte pour prouver que l'air circulait dans le sens des aiguilles d'une montre autour des zones de haute pression, inventant le terme « anticyclone » pour décrire le phénomène. Il a également joué un rôle déterminant dans la publication de la première carte météorologique dans un journal, pour lequel il a modifié le pantographe qui permet de reproduire la carte sur le bloc d'imprimerie. La variation de ces cartes dans le temps permet à FitzRoy d'établir les premières prévisions qu'il publie dans le journal The Times.

### Standardisation
Au début, la prise de données, le format de transmission et le temps n'étaient pas standardisés ce qui rendait la production de carte difficile. Avec l'adoption du temps universel coordonné et la réglementation de l'OMI, les observations commencèrent à être prise à heure fixe et comportèrent les mêmes informations. Cela permit de produire des cartes météorologique de surface couvrant beaucoup plus qu'un pays. Graduellement, les analyses ont pu être étendues à l'hémisphère nord puis à toute la terre.

### Cartes d'altitude
Avec le développement de l'aérologie au début du XXe siècle, des données en altitude ont pu être prises de la température, de l'humidité, de la pression et du vent. Ces données sont devenus plus denses avec la mise sur pied de station de lancement de ballons sonde, puis de l'aviation. Graduellement des cartes à des niveaux constant de pression en altitude ont été produites. Ainsi, aux États-Unis, le Weather Bureau a commencé à émettre des cartes de 700 hPa à partir du 1er juillet 1948 et à 500 hPa à partir du 14 mai 1954,.

### Interprétation
En 1838, William Reid publie sa controversée Law of Storms décrivant le comportement des dépressions. Son ouvrage divise la communauté scientifique durant dix années. En 1841, l'américain Elias Loomis est le premier à suggérer la présence de fronts pour expliquer la météo mais ce n'est qu'après la Première Guerre mondiale que l'école norvégienne de météorologie développera ce concept. Ce n'est que plus tard que la recherche en météorologie et le développement des ordinateurs a permis de passer d'une interprétation empirique de l'analyse des cartes météorologiques à une autre quantifiable avec les équations primitives atmosphériques.

## Cartes d'analyses

### Carte de surface

Modèle de pointage des données d'une station météorologique sur une carte de surface

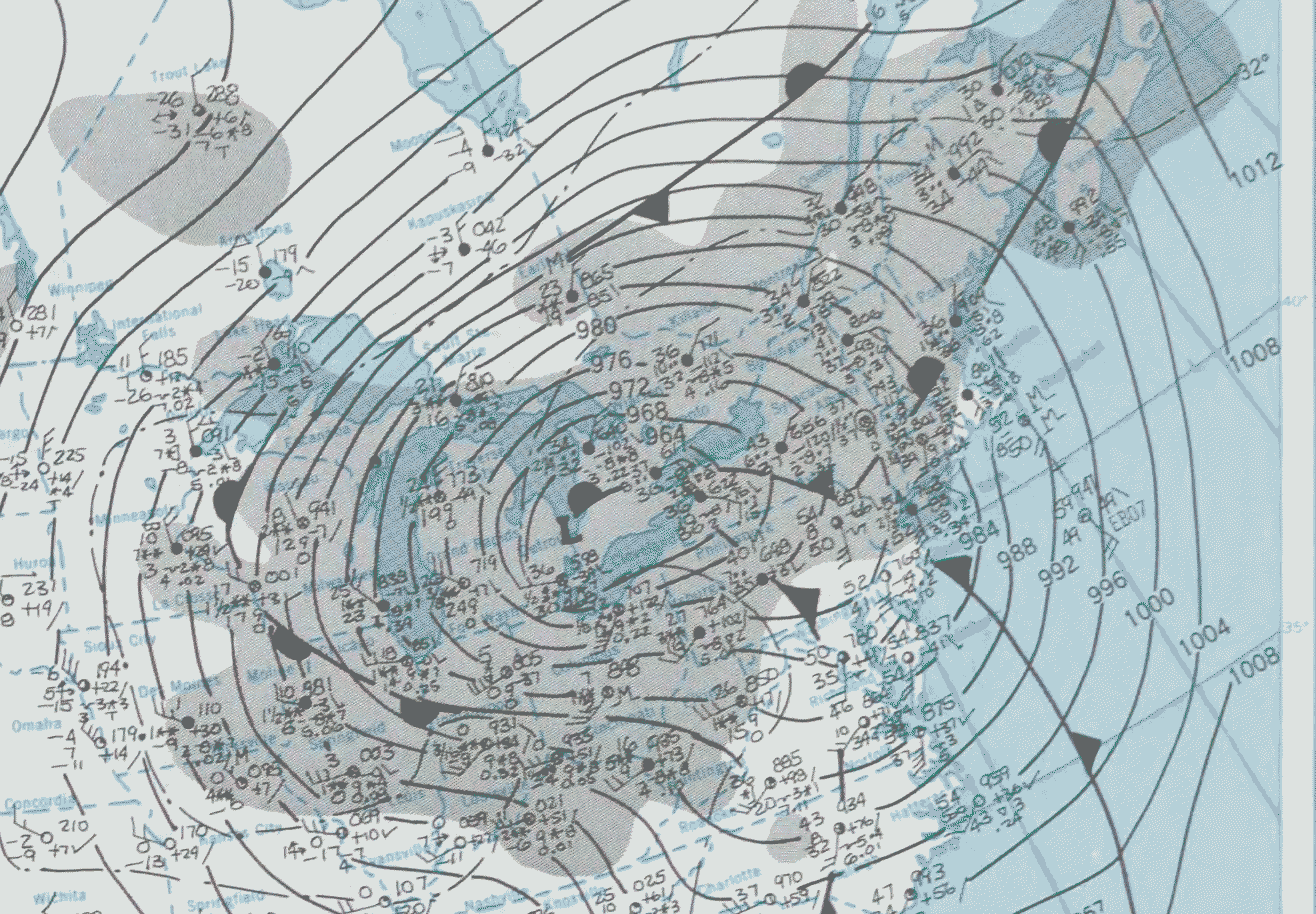
Carte de surface du 26 janvier 1978 avec les isobares tracées montrant une dépression très profonde.

Les stations météorologiques et les navires font régulièrement des rapports d'observation de plusieurs données sous forme de messages normalisés appelés METAR. Ces messages comprennent le code de la station, la date et l'heure de l'observation, le vent, la visibilité horizontale, les nuages (types et couverture en octas), la température et le point de rosée, la pression au niveau de la mer et des remarques et données additionnelles si nécessaire.
Ces données vont être inscrites (pointées) sur une carte géographique selon le modèle de pointage qui se retrouve dans la figure à droite. Chaque information a une position et une représentation définie autour du point central. Ainsi le météorologue peut d'un coup d’œil repérer l'information qui l'intéresse. Ce pointage doit prendre peu de place afin de maximiser le nombre de stations visibles sur la carte, sans chevauchement, dans une région à forte densité de stations.
C'est à partir des informations contenues dans le pointage de l'ensemble des stations que différentes lignes d'égale valeur peuvent être tracées pour repérer la configuration de différents champs météorologiques. La plus connue de ces lignes est l'isobare. Celles-ci représentent la pression atmosphérique au niveau moyen de la mer et sont tracées à chaque 4 hPa ce qui permet de repérer les dépressions et les anticyclones associés avec le temps qu'il fait sur une région. L'image en dessous est un bon exemple d'une carte de surface de cela. En agrandissant celle-ci, il est possible de voir le pointage des stations météorologiques.
Il est possible d'analyser tous les autres paramètres de la même manière. Ainsi, le météorologue peut tracer les lignes suivantes, :
- Isallobares, d'égale de variation de pression ;
- Isobronte, d'égale activité orageuse ;
- Isocéraunique, d'égal type d'activité orageuse (ex. grêle, vent violent, etc.) ;
- Isodrosothermes, d'égal point de rosée ;
- Isogone, de même direction du vent ;
- Isohyètes, d'égale hauteur de précipitations recueillie pendant une période donnée ;
- Isonèphes, d'égale nébulosité (néphanalyse) ;
- Isotache ou isotaque, d'égale vitesse des vents ;
- Isentrope, d'égale valeur de température potentielle ou de température potentielle équivalente ;
- isotherme, d'égale température.

De même, il peut tracer les zones ayant des précipitations et leur type, ainsi que les fronts qui sont des entités associés avec les forces dynamiques qui font évoluer l'atmosphère dans le modèle norvégien de cyclogénèse. Cette analyse est seulement limitée par la visibilité des données car trop de lignes se superposant se font obstruction.
Jusqu'aux années 1970, le pointage se faisant manuellement par un technicien en météorologie sur une grande carte en papier et le météorologue ajoutait l'analyse. Depuis ce temps, l'avènement des ordinateurs a permis de plus en plus d'automatiser ce processus et de finalement de faire l'affichage directement sur un écran. Cependant, les météorologues peuvent encore corriger les analyses car ils peuvent remarquer des erreurs causées par de mauvaises données.

### Carte d'altitude

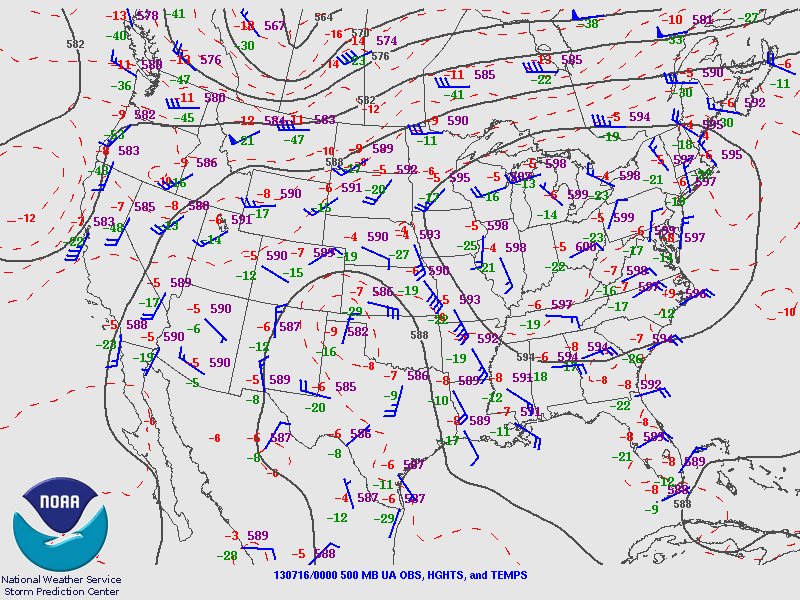
Carte de pointage des stations de radiosondage et des isohypses à 500 hPa

Il existe un réseau mondial de radiosondage coordonné par l'Organisation météorologique mondiale (OMM) et opéré par les divers services météorologiques nationaux. Deux fois par jour, à 0 h et 12 h UTC, des ballons-sondes sont lâchés et recueillent les informations sur la température, l'humidité, la pression et les vents lors de leur montée qui va se terminer plus de 20 km au-dessus du sol.
De plus, la plupart des avions de ligne sont équipés de transpondeurs qui peuvent donner les mêmes informations à intervalle régulier durant le vol de l'appareil par le message AMDAR. Finalement, les satellites météorologiques captent plusieurs longueurs d'onde émises par l'atmosphère ce qui permet de tirer des informations sur sa structure thermique,, la couverture nuageuse et la présence de précipitations.
Comme dans le cas des rapports en surface, toutes ces données vont être pointées sur des cartes météorologiques. Celles-ci sont tracées à des niveaux de pression constants, appelés surfaces isobares type, et c'est la hauteur du géopotentiel (la hauteur du niveau de pression au-dessus du niveau de la mer) qui sera indiqué. Chaque information est pointée selon un modèle similaire à celui des stations de surface.
Les lignes d'analyse les plus connues sont les isohypses, tracées à chaque 6 décamètres (ou 60 mètres), mais encore une fois de nombreuses autres peuvent être affichées. En plus des données de paramètres directs comme la température, il est possible de calculer et de tracer d'autres champs comme l'axe du courant-jet, la hauteur de la tropopause, le mouvement vertical et les advections de température.

## Cartes prévues

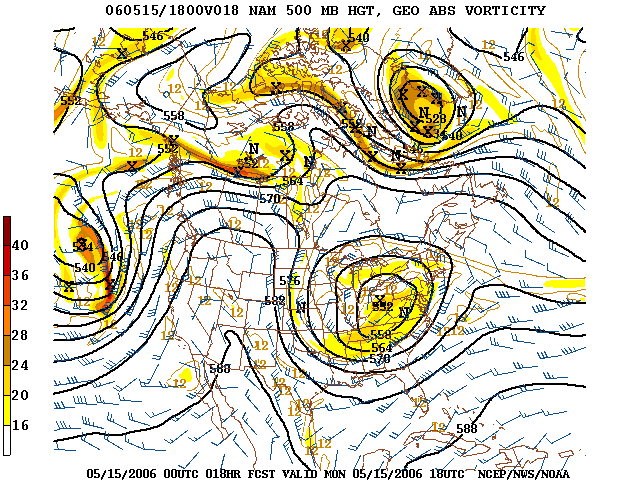
Carte avec contours en noir des isohypses de la hauteur prévue du géopotentiel de la pression de 500 hPa par un modèle de prévision numérique

Le but premier de la production de carte d'analyse météorologique est de comprendre la situation météorologique et de prévoir son évolution. Les premières cartes prévues n'étaient que des extrapolations à court terme de la position des systèmes comme les dépressions et les anticyclones en utilisant la persistance. C’est-à-dire que le météorologique suivait le déplacement des systèmes, des courants-jets, etc. à partir des données prises à toutes les 6 heures en altitude et des données de surface à toutes les heures.
Par la suite, les chercheurs en météorologie ont suggéré des explications plus physiques reliées à la mécanique des fluides. Finalement, le développement des ordinateurs depuis les années 1950 a permis de calculer les solutions mathématiques des équations de la prévision numérique du temps. Grâce aux superordinateurs, il est maintenant possible de produire des cartes météorologiques brutes, similaires aux cartes d'analyses, pour une période de plus en plus longue. On compte parmi celles-ci des cartes de pression atmosphérique, de cumuls de pluie, de vent, etc.

### Carte du temps significatif

#### Aviation

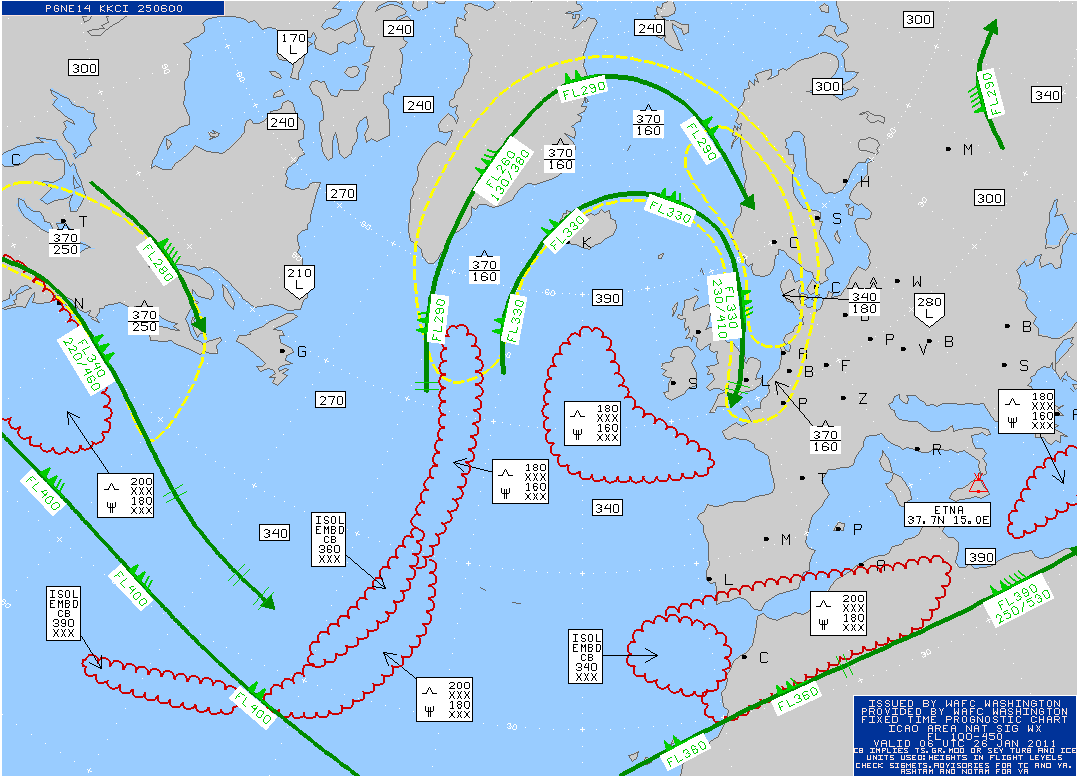
Carte météorologique TEMSI émise par le National Weather Service des États-Unis pour les vols trans-atlantiques

Chaque pays a sa propre zone de responsabilité pour la production des prévisions aéronautiques. Habituellement, les météorologues émettent une prévision des prochaines 24 heures, pour chaque période de 6 heures, pour les conditions en dessous de 24 000 pieds (7 200 mètres) couvrant leur pays. Cependant, des ententes internationales existent pour couvrir la couche au-dessus de cette altitude et les océans. Ce sont alors certains centres nationaux (par exemple États-Unis et Canada) ou continentaux (par exemple : centre européen) qui en ont la responsabilité.
Pour cela des prévisions de zone pour l'aviation sont émises sous forme de textes ou de cartes pour la planification du vol. Ces dernières décrivent les systèmes météorologiques et les conditions associées de nuages, de visibilité, de givrage, de vent et de turbulence que vont rencontrer les avions lors de leurs vols au-dessus d'un territoire. Ces cartes météorologiques s'appellent cartes TEMSI, pour cartes du TEMps SIgnificatif (en anglais : significant weather chart).
L'information est disponible sur de nombreux sites internet. Par exemple, aux États-Unis, le National Weather Service offre un site consacré aux prévisions aéronautiques. Ce site offre sous forme de textes ou de graphiques toute l'information nécessaire aux pilotes, comme les vents au sol et en altitude, la turbulence, etc. Des sites spécialisés privés offrent aussi des prévisions spécifiques pour les pilotes de planeur, de deltaplane ou de parapente.

#### Maritime

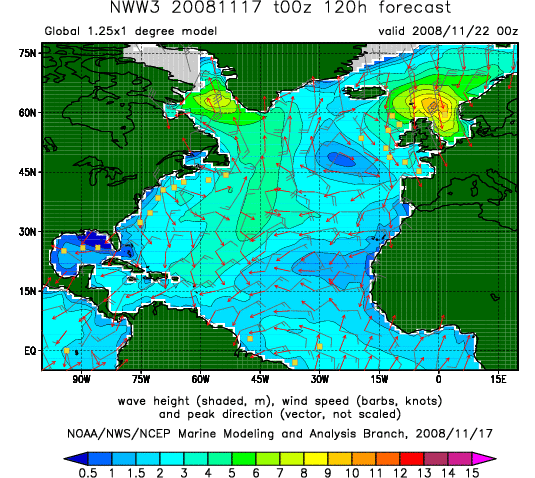
Prévision de 120 heures des vents et des vagues dans l'Atlantique Nord

De la même façon, les services météorologiques émettent des cartes pour la navigation fluviale et océanique. Les plus générales vont être des cartes de prévision de surface montrant les systèmes météorologiques et leur déplacement. Elles sont très utiles aux navires pour planifier leurs déplacements. D'autres plus spécialisées donnent les conditions de vents, de l'état de la mer (vagues et houle), de précipitations, de température de surface de la mer, etc. En particulier, il y a des cartes spécialement émises par les centres régionaux spécialisés de l’Organisation météorologique mondiale pour indiquer les régions qui seront affectées par les cyclones tropicaux.

#### Grand public

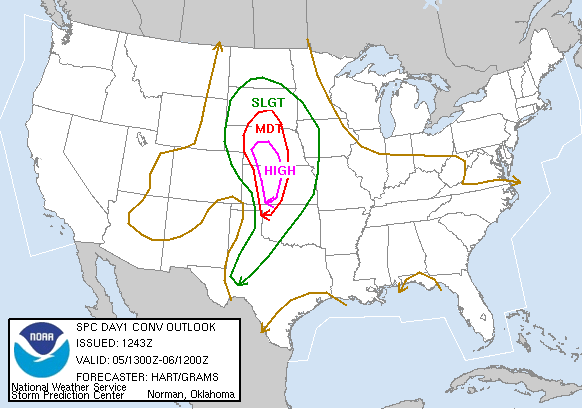
Carte de potentiel orageux (ligne brune) et d'orages violents (zones Slight/Moderate/High) émise par le National Weather Service aux États-Unis

Exemple de carte vigilance de Météo-France (carte du 24 janvier 2009 lors de la Tempête Klaus)

Les orages destructeurs, les tempêtes de neige, les ouragans sont tous des phénomènes qui nécessitent une très grande attention de la part des météorologues à la prévision, ou prévisionnistes. Une fois l'analyse du potentiel violent faite, le météorologue doit prévoir le déplacement des masses d'air et des déclencheurs.
Il regarde où les modèles déplacent ses trouvailles et grâce aux modèles à fine échelle peut raffiner sa prévision. Cependant, il doit toujours se méfier des résultats des modèles qui sont sujets à des erreurs de prévision. Finalement, il obtient une zone où le phénomène est probable et des sous-zones où il peut être violent.
Après tout ce travail, le prévisionniste enverra des cartes telles celles-ci pour prévenir la population des risques potentiels. Il enverra des bulletins de type alerte météorologique par la suite lorsque les mauvaises conditions s'approcheront.

### Carte pour les médias

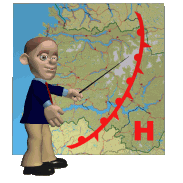
Carte de prévision simplifiée pour les médias

Les médias écrit et télévisuels utilisent abondamment les cartes météorologiques dans les bulletins météorologiques. Il peut s'agir de simples cartes avec des symboles de soleil, nuages et précipitations pour donner le temps qu'il fera sur diverses localités. Ces cartes peuvent être un peu plus élaborées pour montrer la position de fronts, de dépressions et d'autres entités météorologiques mais elles restent généralement très simplifiées pour un auditoire non spécialisé.

## Échelle

Analyse à méso-échelle (chaque hPa) sur les îles britanniques

Les cartes météorologiques peuvent couvrir différentes superficies. D'abord, il y a les cartes à grande échelle, dite échelle synoptique. Elles couvrent les phénomènes s'étendant de 1 000 à 2 500 de kilomètres et d'une durée de plusieurs jours. Ainsi les dépressions, les anticyclones et les creux barométriques font partie de cette échelle avec des diamètres allant jusqu'à 1 000 km. En général, ces cartes seront de l'ordre du continent, d'un hémisphère terrestres ou même du globe terrestre entier.
Puis les cartes de méso-échelle, qui décrit les phénomènes qui se passent à une échelle plus petite que l’échelle synoptique mais plus grands que celui des nuages individuels traités par la micro-échelle. En pratique, ce sont des dimensions horizontales entre 2 km et 2 000 km ce qui veut dire qui y traitent de phénomènes tels les lignes de grain, les complexes convectifs de méso-échelle (CCM) et autres orages organisés.
Plus l'échelle est petite, plus les détails sont fins et plus les effets locaux sont montrés. Les isolignes seront tracés à des intervalles plus petits (ex. 1 ou 2 hPa au lieu de 4) également.